# People That Are Not Me
 (septembre 2023).
Si vous disposez d'ouvrages ou d'articles de référence ou si vous connaissez des sites web de qualité traitant du thème abordé ici, merci de compléter l'article en donnant les références utiles à sa vérifiabilité et en les liant à la section « Notes et références ».
Pour plus de détails, voir Fiche technique et Distribution.
People That Are Not Me est un film dramatique réalisé par Hadas Ben Aroya et sorti en 2018 en France. Il s'agit du premier long-métrage de la réalisatrice. Il est sélectionné dans de nombreux festivals dont le Jewish films festival.

## Synopsis
Après une rupture difficile, Joy tente de surmonter sa peine de cœur dans les bras d’autres partenaires…

## Fiche technique
- Titre original : Anashim shehem lo ani
- Réalisation : Hadas Ben Aroya
- Scénario : Hadas Ben Aroya
- Musique : Yuval Shenhar
- Photographie : Meidan Arama
- Montage : Or Lee-Tal
- Production : Hadas Ben Aroya
- Société de distribution : Wayna Pitch
- Pays :  Israël
- Langue originale : hébreu
- Format : couleur
- Genre : Drame
- Durée : 80 minutes
- Dates de sortie :
  - France : 
    - 24 octobre 2018 (en salles)

## Distribution
- Hadas Ben Aroya
- Yonatan Bar-Or
- Netser Charitt
- Meir Toledano
- Hagar Enos